# Michael Fritsch

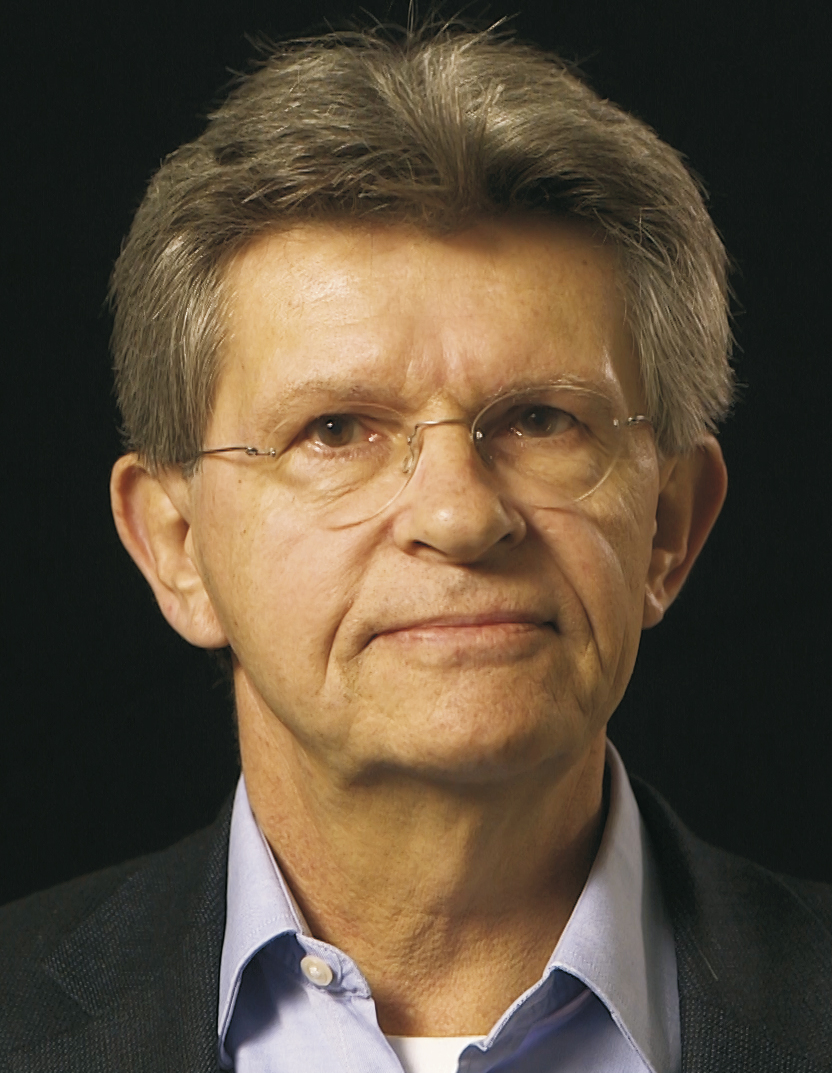
Michael Fritsch (2015)

Michael Fritsch (* 1951 in West-Berlin) ist ein deutscher Volkswirtschaftler. Er war Professor am Lehrstuhl für Unternehmensentwicklung, Innovation und wirtschaftlichen Wandel an der Friedrich-Schiller-Universität Jena.

## Leben
Michael Fritsch schloss 1977 sein Studium der Volkswirtschaftslehre an der Technischen Universität Berlin als Diplom-Volkswirt ab. Danach war er als wissenschaftlicher Assistent und danach als wissenschaftlicher Mitarbeiter am Institut für Volkswirtschaftslehre der TU Berlin tätig. Dort promovierte er 1982 zum Doktor der Wirtschaftswissenschaften (Dr. rer. oec.) und habilitierte sich 1989 für das Fach Volkswirtschaftslehre. 
Von 1990 bis 1992 war Michael Fritsch Vertreter des Lehrstuhls für Wirtschaftspolitik, insbesondere Ordnungs- und Strukturpolitik an der Technischen Universität in Berlin. Daran anschließend übernahm er im Herbst 1992 den Lehrstuhl für Wirtschaftspolitik an der Fakultät für Wirtschaftswissenschaften der Technischen Universität Bergakademie Freiberg. Von 1994 bis 2005 war er auch Geschäftsführer der „Forschungsstelle Innovationsökonomik“, einer gemeinsamen Einrichtung der TU Bergakademie Freiberg und des Fraunhofer-Instituts für Systemtechnik und Innovationsforschung (ISI-Karlsruhe). Im Jahr 2006 wechselte Fritsch an die Friedrich-Schiller-Universität Jena auf den Lehrstuhl für Unternehmensentwicklung, Innovation und wirtschaftlichen Wandel. Nach seiner Pensionierung im Frühjahr 2018 ist er weiterhin dort tätig.
Der Schwerpunkt seiner Forschungstätigkeit liegt auf den Gebieten Entrepreneurship und Innovation. Im Bereich Entrepreneurship beschäftigt er sich vor allem mit den Determinanten von Gründungsaktivitäten sowie mit den Wirkungen von Unternehmensgründungen auf die  wirtschaftliche Entwicklung. Im Bereich der Innovationsforschung konzentrieren sich die Forschungen auf die Funktionsweise regionaler Innovationssysteme, insbesondere auf kooperative Zusammenarbeit im Rahmen von Innovationsprozessen. In diesem Zusammenhang hat Michael Fritsch auch die Bedeutung von Hochschulen in regionalen Innovationssystemen analysiert. Weitere Arbeiten von Michael Fritsch beschäftigen sich mit dem Marktversagen als Begründung für staatliche Eingriffe sowie mit der Bedeutung künstlerisch-kreativer Aktivitäten für die wirtschaftliche Entwicklung.
Neuere Arbeiten analysieren die Bedeutung von Wissen, unternehmerischer Selbständigkeit sowie kulturellen Faktoren im Rahmen langfristiger regionaler Entwicklungspfade.
Fritsch ist Autor von mehr als 17 Büchern und hat mehr als 160 Aufsätze in wissenschaftlichen Fachzeitschriften sowie mehr als 160 Beiträge zu Herausgeberbänden verfasst. Er war Herausgeber von mehr als 25 Büchern bzw. Sonderheften wissenschaftlicher Zeitschriften. Sein Lehrbuch Marktversagen und Wirtschaftspolitik liegt inzwischen in der 10. Auflage vor. Das Lehrbuch Entrepreneurship – Theorie, Empirie, Politik (mit Matthias Menter und Michael Wyrwich) ist in der 4. Auflage verfügbar. Er ist Mitherausgeber der Fachzeitschrift Small Business Economics.

## Veröffentlichungen
Bücher (Auswahl)
- Entrepreneurship – Theorie, Empirie, Politik. Vierte überarbeitete und aktualisierte Auflage. Springer, Berlin/Heidelberg 2024 (mit Matthias Menter und Michael Wyrwich). doi:10.1007/978-3-658-44742-7
- Leapfrogging and Plunging in Regional Entrepreneurship Performance in the United States, with European Comparisons. Paris 2023: OECD publishing (mit Jonathan Potter, Haifeng Qian, David J. Storey and Georgios Fotopoulos). doi:10.1787/bc031b11-en
- The Geography of Entrepreneurial Psychology. Elgar, Cheltenham 2021 (mit Martin Obschonka und Michael Stuetzer). doi:10.4337/9781788973380
- Regional Trajectories of Entrepreneurship, Knowledge, and Growth―The Role of History and Culture. Springer, Cham 2019 (mit Michael Wyrwich). doi:10.1007/978-3-319-97782-9
- Marktversagen und Wirtschaftspolitik: Mikroökonomische Grundlagen staatlichen Handelns. 10. überarbeitete und ergänzte Auflage. Franz Vahlen, München 2018.

Artikel (Auswahl)
- Is innovation (increasingly) concentrated in large cities? An international comparison. In: Research Policy, 50 (2021), 104237 (mit Michael Wyrwich). doi:10.1016/j.respol.2021.104237.
- The Effect of Entrepreneurship for Economic Development—An empirical analysis using regional entrepreneurship culture. In: Journal of Economic Geography, 17 (2017), S. 157–189 (mit Michael Wyrwich). doi:10.1093/jeg/lbv049.
- The Long Persistence of Regional Levels of Entrepreneurship: Germany 1925 to 2005. In: Regional Studies, 48 (2014), S. 955–973 (mit Michael Wyrwich). doi:10.1080/00343404.2013.816414.
- The Phantom of the Opera: Cultural Amenities, Human Capital, and Regional Economic Growth. In: Labour Economics, 18 (2011), S. 755–766 (mit Oliver Falck und Stephan Heblich). doi:10.1016/j.labeco.2011.06.004.
- Effects of new business formation on regional development over time. In: Regional Studies, 38 (2004), S. 961–975 (mit Pamela Mueller). doi:10.1080/0034340042000280965.

Herausgeberbände bzw. Sonderhefte wissenschaftlicher Zeitschriften (Auswahl)
- Ökonomische Geographie. 2., vollständig überarbeitete Auflage. Vahlen, München 2020 (mit Johannes Bröcker).
- Special Issue Entrepreneurship in a Regional Context = Regional Studies, Band 48 (2014), Nr. 6 (mit David J. Storey).
- Special Issue The Effects of New Businesses on Economic Development = Small Business Economics, Band 30 (2008), Nr. 1.
- Entrepreneurship in the region (Editor). Springer, New York 2006 (mit Jürgen Schmude).
- Special Issue Regionalization of Innovation Policy = Research Policy, Band 34 (2005), Nr. 8 (mit Andreas Stephan).